# Doigt à ressaut
 (juillet 2012).
 Mise en garde médicale
Le doigt à ressaut est une affection très fréquente. Cela commence par une gêne douloureuse au niveau de la paume lors des mouvements de flexion et d'extension d'un doigt, en règle générale plus importante le matin au réveil.
Pour comprendre l'origine du doigt à ressaut, il faut connaître la disposition anatomique des tendons fléchisseurs au niveau des doigts et de la main. Ces tendons font suite au corps musculaire situé à l'avant-bras. Ils traversent la paume et se terminent à l'extrémité des doigts. Lorsque vous pliez les doigts ces tendons ne prennent pas la corde : ils sont plaqués contre les phalanges par des « poulies de réflexion », c'est-à-dire de petits tunnels, analogues aux gaines de câbles de freins d'un vélo et qui parcourent le cadre. Ce système de tendons et de poulies est extrêmement ajusté et il suffit d'un petit épaississement du tendon même très localisé pour entraîner un blocage. C'est ce qui se produit lors du doigt à ressaut : le tendon s'épaissit localement et peut former un nodule qui a du mal à passer sous la poulie qui se trouve dans la paume de la main.

## Causes
Le plus souvent, il s'agit d'une inflammation chronique qui initie un cercle vicieux : le frottement du tendon aggrave l'inflammation, laquelle fait s'épaissir le tendon, augmentant le frottement. Il se créée alors un nodule, engendré le plus souvent par une inflammation de la gaine synoviale qui entoure le tendon fléchisseur.

### Ressaut primaire
Quand il semble y avoir une relation avec un geste manuel répétitif ou intensif, ou l'âge, le ressaut est dit « primaire ».

### Ressaut secondaire
Une infection, une plaie, voire une inflammation de tendon entrant dans le cadre d'une maladie rhumatismale, représentent les causes de ressaut dit « secondaire ». 

### Diabète
Le diabète favorise aussi l’apparition du doigt à ressaut.

### Congénital
Il existe également un doigt à ressaut congénital. Cette anomalie concerne essentiellement le pouce.

## Symptômes

### Signes précurseurs caractéristiques
Le premier signe du doigt à ressaut est souvent la douleur à la base du doigt côté paume (face palmaire). Appuyer plus ou moins légèrement sur la base du doigt atteint déclenche une douleur caractéristique. On peut parfois noter aussi un gonflement. Les symptômes sont souvent intermittents au début de l’évolution.
Ce sont les signes d'une inflammation du tendon et de la gaine tendineuse. Le cercle vicieux est enclenché : le tendon va commencer alors à « accrocher » sur la poulie.

### Signes
On peut constater alors soit un retard à l’extension du doigt, soit un blocage du doigt en flexion, qui se redresse avec un phénomène de ressaut (d'où une confusion avec doigt à « ressort »). 
Il apparaît progressivement une raideur articulaire. Au pire, on ne peut plus redresser ou plier le doigt.                           

### Diagnostic
Le diagnostic est purement clinique : la personne peut elle-même déceler un doigt à ressaut et le médecin peut le constater de visu, ainsi qu'au toucher (douleurs à la palpation, à la flexion et présence d'une grosseur).

## Traitements

### Non chirurgical
Il n'y a pas de traitement de physiothérapie reconnu pour traiter cette pathologie. Mais la physiothérapie est surtout utile après la chirurgie ou les infiltrations, ce qui permet une meilleure récupération des mouvements et de la force. L'injection de stéroïdes à l'intérieur de la gaine tendineuse présente de bons résultats cliniques.  
Si les douleurs ou le ressaut sont apparus après un effort inhabituellement prolongé, on peut prescrire une attelle de repos pour le doigt lésé, avec une médication antalgique et anti-inflammatoire. Il s'agit alors d'un simple traumatisme de fatigue. Mais il faut éviter la persistance de l'inflammation.
Les formes installées depuis plusieurs semaines, voire plusieurs mois, justifient une infiltration de corticoïdes dans la gaine tendineuse enflammée. C’est une procédure très courte (3-5 minutes) et efficace, quoique relativement douloureuse (on peut pratiquer une anesthésie locale). Le produit doit être injecté directement dans la gaine tendineuse autour du tendon. Il n’y a aucune contre-indication sauf allergie connue, soit aux corticoïdes injectables, soit aux anesthésiques locaux. On injecte un médicament anti-inflammatoire dont l'effet est d'atténuer l'inflammation locale et donc de faire dégonfler l'épaississement tendineux. Deux infiltrations à quinze jours d'intervalle sont souvent nécessaires.
La personne doit utiliser sa main normalement aussitôt que possible (quelques heures). La douleur persiste normalement environ 48 heures. Le phénomène de ressaut peut être augmenté temporairement. Si l’infiltration est efficace, le ressaut n’est plus douloureux puis disparaît au bout de 3-4 semaines. 

### Chirurgical
Si les deux autres traitements sont inefficaces, le recours à la chirurgie est nécessaire. L'intervention est réalisée sous anesthésie locale ou loco-régionale, en ambulatoire, et consiste en une ténolyse (séparation d'un tendon et de ses adhérences pour lui rendre de la mobilité) réalisée en élargissant la « poulie » au niveau de la paume de façon à faciliter le passage du tendon. Elle consiste en une incision de quelques centimètres, à
proximité du pli de flexion palmaire, pour ouvrir partiellement la gaine (poulie) du tendon fléchisseur. 
L'incision à la base du doigt fait rarement plus de 2 cm.
La personne sort de la clinique avec un pansement à changer régulièrement jusqu'à cicatrisation (environ 15 jours). Elle doit impérativement mobiliser ses doigts immédiatement après l’intervention. Il n’y a alors plus de blocage, même si un œdème peut gêner le mouvement. Le chirurgien peut venir lui-même mobiliser le doigt au maximum de son amplitude (étirement, flexion) au sortir de la salle d'opération, ou demander à la personne de le faire. Dès que possible, le pansement sera allégé afin de ne pas limiter l'amplitude du mouvement. La main sera maintenue en hauteur (bandeau) afin d'éviter un gonflement préjudiciable. 
Les douleurs postopératoires sont soulagées par des antalgiques banals. 
La récupération doit être complète en 3 semaines environ. 
Les complications sont rares. Si une raideur persiste, des séances de rééducation peuvent être prescrites.